# Māris Verpakovskis
Māris Verpakovskis, född 15 oktober 1979 i Liepāja, Lettiska SSR i dåvarande Sovjetunionen, är en lettisk före detta fotbollsspelare som huvudsakligen spelade som anfallare.
Verpakovskis är en av Lettlands mest kända fotbollsspelare i modern tid. Han spelade för flera europeiska klubbar, däribland ukrainska Dynamo Kiev och spanska Getafe CF.

## Klubbkarriär

### Tidiga år
Maris växte upp i hamnstaden Liepāja och inledde sin fotbollskarriär med Liepājas Metalurgs (klubben bar då namnet FK Baltika). Den 26 maj 1996 gjorde han som 16-åring ligadebut i en hemmamatch mot Universitāte Rīga. Det blev ytterligare två inhopp under debutsäsongen. Även säsongen därpå, då klubben bytt namn till Liepājas Metalurgs, fick Verpakovskis nöja sig med sporadiska inhopp i ligan.
Säsongen 1998 gjorde Verpakovskis sin första match från start, mot LU/Daugava. Sitt första mål för klubben gjorde han den 31 augusti mot Ranto-Miks. Klubben gjorde en bra säsong och slutade tvåa efter de inhemska giganterna Skonto. Verpakovskis hade även 1999 problem med att befästa sin plats i startelvan men fick ändå ett mindre genombrott då han under året gjorde fem mål, och under sommaren 1999 gjorde han A-landslagsdebut. Under säsongen 2000 hade Verpakovskis regelbundet förtroende i startelvan, dock utan att lyckas göra mål; först i sin femtonde match för säsongen lyckades han skriva in sig i målprotokollet.
Till 2001 lämnade han hemstaden för Skonto FC som då vunnit den lettiska ligan varje år sedan Lettland blev självständigt. Verpakovskis har själv sagt att steget till Skonto var oundvikligt med tanke på hur de skiljde sig från andra lettiska klubbar. I den nya miljön blommade Verpakovskis ut; han gjorde tio mål under sin första säsong i huvudstaden och både 2002 och 2003 utsågs han till ligans bäste anfallsspelare. Den senare säsongen vann han skytteligan med 22 mål och skördade parallellt internationella framgångar med landslaget. Detta ledde till att han utsågstill Lettlands främste fotbollsspelare 2003.

### Utlandskarriär
Verpakovskis skrev 2003 på för Dynamo Kiev. Han fick en flygande start och gjorde 2004 mål mot Real Madrid i Champions League. Han skulle komma att tillhöra klubben under åtta år, men en stor del av tiden tillbringade han i andra klubbar.

#### Utlåningar
Dynamo lånade ut Verpakovskis till fyra olika klubbar under de år han tillhörde klubben.
Verpakovskis ryktades ha oenigheter med Dynamos tränare Anatoliy Demyanenko och Dynamo kom i slutet på 2006 överens med spanska Getafe om en sex månader lång utlåning. Det var Getafes dåvarande tränare Bernd Schuster som under sin tid i Sjachtar Donetsk imponerats av den lettiske landslagsmannens insatser för Dynamo och valde att handplocka honom till Spanien. Verpakovskis ligadebuterade för Getafe i en mållös match mot serieledande FC Barcelona på Camp Nou. Getafe hade vid den här tiden Dani Güiza som förstaval i anfallet och för Verpakovskis blev det blott ett mål i La Liga, mot Villarreal, där han assisterades just av Güiza, innan låneavtalet gick ut. Letten sade sig villig att stanna efter lånet men klubben valde att inte utnyttja köpoptionen som fanns i avtalet och han återvände således till Ukraina under sommaren 2007.
Kort efteråt började kroatisk media rapportera om en eventuell övergång för Verpakovskis till Hajduk Split eller Dinamo Zagreb, där de senare sökte en ersättare till Eduardo da Silva. Dynamo Kiev begärde till en början fem miljoner euro för Verpakovskis men efter att den ukrainska klubben lyckats förlänga med Maksim Sjatskich och därtill värvade Ismaël Bangoura ändrades ukrainarnas behov och Hajduk förhandlade sig till ett årslångt lån för en kostnad på 400 000 euro. Som en del i överenskommelsen förlängde Verpakovskis kontraktet med den ukrainska klubben med ett år. Under den sista tiden i Kroatien drogs Verpakovskis med skadeproblem, men han hann göra fem mål för klubben i ligan.

### Azerbajdzjan, återkomst till Grekland och avslut på spelarkarriären
Verpakovskis löstes till slut från sitt kontrakt med Dynamo Kiev då han värvades av Inter Baku 2011, där Lettlands förbundskapten Aleksandrs Starkovs var tränare. Verpakovskis hade svårt att få igång målskyttet för klubben. Under sin tid i Azerbajdzjan gjorde han blott tre mål på 27 ligamatcher.
I slutet på januari 2013 offentliggjordes det att Verpakovskis lämnade Azerbajdzjan för att återvända till Ergotelis i Grekland. Bakuklubben hade meddelat att man inte längre behövde anfallarens tjänster och klubbytet passade Verpakovskis bra då han vid den förra sejouren trivts bra med livet på Kreta. Verpakovskis debuterade för sin nygamla klubb i ett ligamöte med Doxa Drama i februari 2013.
Efter en match mot Xanthi FC med Ergotelis rapporterades det att Verpakovskis meddelat klubben att han avsåg avsluta sin karriär för att flytta hem och bli sportchef för nybildade FK Liepaja. Verpakovskis gamla klubb Liepajas Metalurgs hade gått i graven och Verpakovskis, stöttad av ett gäng medfinansiärer, kom efter förhandlingar med det lettiska fotbollsförbundet överens om att FK Liepaja fick överta Liepajas Metalurgs plats i ligasystemet förutsatt att man betalade för det.
Medan Verpakovskis hade rollen som ordförande skulle han komma att spela ett antal matcher med klubben under säsongen 2014. Säsongen 2015 hade han hållit sig utanför klubben men i säsongens sista match mot Daugavpils, då Liepaja redan var färdiga mästare, gjorde Verpakovskis ett symboliskt inhopp för att kunna säga adjö till proffsfotbollen på riktigt, och han avtackades efter matchen.

## Landslagskarriär

### Ungdomslandslag

#### U18
Verpakovskis togs ut till Lettlands U18-landslag då man kvalade till U-18 EM 1998. Lettland spelade i grupp 12 med Sverige, Turkiet och Belarus. Verpakovskis debut kom i matchen mot turkarna den 6 oktober 1997, en match som spelades i Halmstad. Han byttes in till andra halvlek och fastställde i den 75:e minuten slutresultatet till 1-1. I motståndarlaget medverkade två noterbara turkiska spelare, Gökdeniz Karadeniz och Emre Belözoğlu.
Fyra dagar senare hoppade han in i matchen mot Sverige i Laholm. Lettland förlorade med 0-1 och tog sig inte vidare till slutspelet.

#### U21-landslag
Verpakovskis hade imponerat på U21-lagets förbundskapten Jurijs Andrejevs som tog ut Verpakovskis i lagets kvalspel till U21-EM 2000. I sin debut mot Georgien nätade han redan i den 13:e minuten, motståndarna skulle dock komma att vända matchen och vinna med 2-1. Det blev ytterligare sex matcher i U21, de två sista efter att han tagit steget upp till A-landslaget.

### A-landslag
Verpakovskis är en av de mest meriterade och namnkunniga att spela för Lettlands landslag, tillsammans med bland andra Marians Pahars och Vitālijs Astafjevs har han ansetts vara en del av Lettlands gyllene generation. Verpakovskis 29 mål för landslaget är flest någonsin för Lettland. Dessa mål har han gjort över 104 landskamper. Verpakovskis har därtill gjort Lettlands enda mål i ett Europamästerskap. Han gjorde 1–0-målet mot Tjeckien på tilläggstid i första halvlek i första gruppspelsmatchen i EM 2004. Matchen förlorades dock med 2–1.

#### 1999–2000: Första åren med A-landslaget
Den första matchen i A-landslaget var i juni 1999, en match mot Grekland i Aten i kvalspelet till EM 2000. Han gjorde ledningsmålet i en match man skulle komma att vinna med 2-1. Verpakovskis hade därmed gjort mål i sin debut för alla lettiska landslag han spelat för. Laget misslyckades trots hyfsade resultat med att kvalificera sig för EM och för Verpakovskis skulle det dröja lite innan han fick nätkänning i landslaget igen.

#### 2001–2002: Misslyckat VM-kval men en lokal triumf
Lettland gjorde väldigt dåliga resultat i kvalet till VM 2002. Landet förlorade alla matcher utom de två mot San Marino. Man misslyckades dessutom med att besegra sanmarineserna på hemmaplan vilket gjorde letterna till det andra lag någonsin som misslyckats med att besegra blåbärsnationen, och det första lag som misslyckats med det på sin hemmaplan. Tränaren Gary Johnson avgick som förbundskapten efter fiaskoresultatet. Verpakovskis var i kvalspelet ännu inte ordinarie i landslaget och hade inte någon större möjlighet att påverka resultaten. Han gjorde tre inhopp på de åtta kvalmatcherna och noterades inte för något mål.
En mindre fröjd för laget stod dock om hörnet. I Baltiska cupen 2001 gjorde Lettland en stark prestation då de besegrade både Estland och Litauen med respektive 3-1 och 4-1 och korades till segrare för åttonde gången i turneringens historia.

#### 2003–2004: Historiskt avancemang till EM
Till kvalet till EM 2004 lottades Lettland att spela i en grupp med Sverige, Ungern, Polen och San Marino. Laget inledde med att spela 0-0 mot Sverige på Skontostadion i en match där Lettland effektivt backade hem och var närmre segern. Verpakovskis var närmst att avgöra matchen med en nick i Magnus Hedmans ribba. Letterna vann därefter två raka bortamatcher, först mot Polen och sedan mot San Marino.
Under andra halvan av gruppspelet fick Verpakovskis fart på målskyttet. I den näst sista matchen mot Ungern hemma i Riga gjorde Verpakovskis två av målen i en match som slutade 3–1 i letternas favör. Samma dag vann Sverige mot Polen, Lettlands främste utmanare om andraplatsen. Som följd hade letterna avgörandet i egna händer inför den avslutande tuffa bortamatchen mot Sverige på Råsunda. Även om Sverige redan säkrat sin direktplats till EM genom segern mot Polen trodde få att Lettland hade något att hämta i Stockholm. Trots intensiv svensk press och en utvisning med drygt 20 minuter kvar gick letterna vinnande ur mötet och Verpakovskis gjorde matchens enda mål i den 22:a matchminuten efter att ha kommit fri med Andreas Isaksson. Verpakovskis hade därmed avslutat gruppspelet med fyra mål på lika många matcher.
Genom andraplatsen i gruppen kvalificerade sig Lettland för playoff där de lottades mot Turkiet, som tagit brons i världsmästerskapen året före. Letterna var starkt nederlagstippade på förhand och saknade dessutom sin stjärna Marians Pahars när det var dags för det första av de två mötena. Verpakovskis storspelade dock i anfallet och letterna lyckades vinna med 1-0 på hemmaplan. Han gjorde matchens enda mål i 29:e minuten med en chipp över Barcelonas Rüştü i det turkiska målet. När han byttes ut hyllades han med en stående ovation. Vid returmötet i Istanbul en vecka senare tog Turkiet kommandot och efter mål av İlhan Mansız och Hakan Sükür låg balterna illa till och hemmasegern såg ut att vara obetydlig. Blott en minut efter Sükürs mål spelade dock Verpakovskis fram Juris Laizāns som reducerade till 2–1, ett resultat som innebar att Lettland skulle vinna enligt bortamålsregeln. I den 77:e minuten kom Verpakovskis fri och fastställde slutresultatet till 2–2.
Genom avancemanget till EM blev Lettland den andra forna sovjetstaten att kvalificera sig för ett internationellt mästerskap, efter Ryssland.
I den första EM-matchen, mot favorittippade Tjeckien, imponerade letterna med sitt kontringsspel. På tilläggstid i första halvlek slog Andrejs Prohorenkovs ett välavvägt inlägg till Verpakovskis som stötte bollen i mål. Tjeckerna anföll intensivt i andra halvlek och lyckades till slut vända matchen och vinna med 2–1 efter att turneringens blivande skyttekung Milan Baroš gjort det avgörande målet. Trots förlusten framhölls Verpakovskis som en av matchens klarast lysande stjärnor.
Fyra dagar senare mötte man Tyskland för första gången på 67 år. Verpakovskis hade flera bra målchanser under matchens gång men lyckades inte överlista målvakten Oliver Kahn. Matchen slutade 0–0.
Efter den sista gruppspelsmatchen mot Nederländerna, där Lettland inte hade mycket att hämta, var det färdigspelat i turneringen för balterna.

#### Senare landslagsår
Kort efter EM-äventyret skulle Lettland förbereda sig för att kvala till VM i Tyskland 2006, man lottades till grupp 3 med bland andra Portugal och Ryssland. Lettland slutade på femte plats av sju lag och övertygade inte alls som i det förra kvalspelet. Målmässigt gick det bra för Verpakovskis som gjorde fem mål, fyra av dem kom å andra sidan i möten med Luxemburg och Liechtenstein.
Verpakovskis blev landets meste målskytt även i kvalen till EM 2008 och VM 2010, men det var inte tillräckligt för att hjälpa laget att upprepa succén som ledde till sommaren i Portugal 2004.
I ett möte med Luxemburg 2009 gjorde Verpakovskis sitt 25:e landslagsmål och tog med det över rekordet för flest mål för det lettiska landslaget. Ēriks Pētersons hade dessförrinnan haft rekordet i 70 år.
Verpakovskis sista framträdande i landslagströjan var mot Estland i Baltiska cupen 2014.
| Datum             | Plats                               | Motståndare   | Mål | Resultat | Tävling             |
| ----------------- | ----------------------------------- | ------------- | --- | -------- | ------------------- |
| 9 juni 1999       | Atens Olympiastadion, Aten          | Grekland      | 1-0 | 2-1      | Kval till EM 2000   |
| 28 februari 2001  | Rheinpark Stadion, Vaduz            | Liechtenstein | 2-0 | 2-0      | Vänskapsmatch       |
| 3 juli 2001       | Daugava Stadion, Riga               | Estland       | 1-0 | 3-1      | Baltiska cupen 2001 |
| 21 augusti 2002   | Skontostadion, Riga                 | Belarus       | 1-1 | 2-4      | Vänskapsmatch       |
| 7 juni 2003       | Ferenc Puskás-stadion, Budapest     | Ungern        | 1-0 | 1-3      | Kval till EM 2004   |
| 10 september 2003 | Skontostadion, Riga                 | Ungern        | 1-0 | 3-1      | Kval till EM 2004   |
| 10 september 2003 | Skontostadion, Riga                 | Ungern        | 3-0 | 3-1      | Kval till EM 2004   |
| 11 oktober 2003   | Råsundastadion, Stockholm           | Sverige       | 1-0 | 1-0      | Kval till EM 2004   |
| 15 november 2003  | Skontostadion, Riga                 | Turkiet       | 1-0 | 1-0      | Kval till EM 2004   |
| 19 november 2003  | İnönüstadion, Istanbul              | Turkiet       | 2-2 | 2-2      | Kval till EM 2004   |
| 31 mars 2004      | Stadion Z'dežele, Celje             | Slovenien     | 1-0 | 1-0      | Vänskapsmatch       |
| 6 juni 2004       | Skontostadion, Riga                 | Azerbajdzjan  | 1-0 | 2-2      | Vänskapsmatch       |
| 15 juni 2004      | Estádio Municipal de Aveiro, Aveiro | Tjeckien      | 1-0 | 1-2      | EM 2004             |
| 8 september 2004  | Stade Josy Barthel, Luxemburg       | Luxemburg     | 1-0 | 4-3      | Kval till VM 2006   |
| 9 oktober 2004    | Tehelné pole, Bratislava            | Slovakien     | 1-0 | 1-4      | Kval till VM 2006   |
| 17 november 2004  | Rheinpark Stadion, Vaduz            | Liechtenstein | 1-0 | 3-0      | Kval till VM 2006   |
| 30 mars 2005      | Skontostadion, Riga                 | Luxemburg     | 3-0 | 4-0      | Kval till VM 2006   |
| 30 mars 2005      | Skontostadion, Riga                 | Luxemburg     | 4-0 | 4-0      | Kval till VM 2006   |
| 7 oktober 2006    | Skontostadion, Riga                 | Island        | 2-0 | 4-0      | Kval till EM 2008   |
| 7 oktober 2006    | Skontostadion, Riga                 | Island        | 2-0 | 4-0      | Kval till EM 2008   |
| 13 oktober 2007   | Laugardalsvöllur, Reykjavik         | Island        | 3-1 | 4-2      | Kval till EM 2008   |
| 13 oktober 2007   | Laugardalsvöllur, Reykjavik         | Island        | 4-1 | 4-2      | Kval till EM 2008   |
| 17 november 2007  | Skontostadion, Riga                 | Liechtenstein | 2-1 | 4-1      | Kval till EM 2008   |
| 1 april 2009      | Skontostadion, Riga                 | Luxemburg     | 2-0 | 2-0      | Kval till VM 2010   |
| 10 oktober 2009   | Atens Olympiastadion, Aten          | Grekland      | 1-1 | 2-5      | Kval till VM 2010   |
| 10 oktober 2009   | Atens Olympiastadion, Aten          | Grekland      | 2-1 | 2-5      | Kval till VM 2010   |
| 7 september 2010  | Ta’ Qali-stadion, Attard            | Malta         | 2-0 | 2-0      | Kval till EM 2012   |
| 9 februari 2011   | Mardan Spor Kompleksi, Antalya      | Bolivia       | 1-0 | 2-1      | Vänskapsmatch       |
| 12 oktober 2012   | Štadión Pasienky, Bratislava        | Slovakien     | 1-2 | 1-2      | Kval till VM 2014   |

## Personligt
Maris Verpakovskis är ende son till den tidigare fotbollsspelaren Ilmārs Verpakovskis (1958–2022).
Verpakovskis var i tre år gift med Baiba Seska, dotter till Liepajas dåvarande borgmästare Uldis Sesks. Paret liknades i lettisk skvallerpress med David och Victoria Beckham.
Han har i en intervju nämnt Marco van Basten som en idol under barndomen.

## Meriter

### Med klubblag
Lettland
- Lettisk ligamästare 4 gånger: med Skonto Riga 2001, 2002, 2003, med FK Liepāja 2015
- Lettisk cupmästare 2 gånger: med Skonto Riga 2001, 2002
- Årets anfallare i Virslīga 2002, 2003

### Med landslag
Vinnare av Baltiska cupen 2001, 2003